# Podbeskidzie Bielsko-Biała
Podbeskidzie Bielsko-Biała är en polsk fotbollsklubb från staden Bielsko-Biała.

## Meriter (vinster)
- 1/2 Polska Cupen (Puchar Polski) (1) : 2010/11

## Berömda spelare som spelat/spelar i klubben
Israel
- Liran Cohen

Polen
- Krzysztof Chrapek
- Sławomir Cienciała
- Łukasz Gorszkow
- Tomasz Górkiewicz
- Dariusz Kołodziej
- Piotr Koman
- Krzysztof Król
- Dariusz Łatka
- Łukasz Merda
- Łukasz Mierzejewski
- Michał Osiński
- Sylwester Patejuk
- Grzegorz Pater
- Mariusz Sacha
- Adrian Sikora
- Tomasz Jodłowiec

Slovakien
- Juraj Dančík

## Hemmaarena
| Stadion Miejski (Bielsko-Biała). |  | Stadion Miejski (Bielsko-Biała). |
| Stadion Miejski (Bielsko-Biała). |  |                                  |